# Plantările de stejar comun (monument al naturii din Ucraina)
Plantările de stejar comun (în ucraineană Насадження дуба звичайного) este un monument al naturii de tip botanic de importanță locală din raionul Adâncata, regiunea Cernăuți (Ucraina), situat la sud-est de satul Valea Cosminului. Este administrat de „Silvicultura Cernăuți”.
Suprafața ariei protejate constituie 7,5 hectare, fiind creată în anul 2001 prin decizia comitetului executiv regional. Statutul a fost acordat pentru protejarea unei porțiuni a pădurii cu plantații valoroase de stejar comun, cu vârsta de aprox. 160 de ani.